# Jaylen Bacon
Jaylen Bacon (* 5. August 1996 in Columbia, South Carolina) ist ein ehemaliger US-amerikanischer Leichtathlet, der sich auf den Sprint spezialisiert hat. 2017 wurde er mit der US-amerikanischen 4-mal-100-Meter-Staffel in London Vizeweltmeister.

## Sportliche Laufbahn
Jaylen Bacon wuchs in Eastover in South Carolina auf und absolvierte ein Studium an der Arkansas State University. 2017 startete er mit der US-amerikanischen 4-mal-100-Meter-Staffel bei den Weltmeisterschaften in London und gewann dort in 37,52 s im Finale gemeinsam mit Mike Rodgers, Justin Gatlin und Christian Coleman die Silbermedaille hinter dem britischen Team. Er setzte seine Karriere bis 2022 ohne weiteren Meisterschaftsteilnahmen fort und beendete dann seine aktive sportliche Laufbahn im Alter von 25 Jahren.

## Persönliche Bestzeiten
- 100 Meter: 9,97 s (+0,9 m/s), 25. Mai 2018 in Sacramento
  - 60 Meter (Halle): 6,56 s, 11. März 2017 in College Station
- 200 Meter: 20,18 s (+1,7 m/s), 26. Mai 2017 in Austin